# Margherita di Valois (duchessa di Savoia)
Margherita di Valois (Saint-Germain-en-Laye, 5 giugno 1523 – Torino, 14 settembre 1574) nata principessa di Francia e duchessa di Berry, era figlia di Francesco I di Francia e di Claudia di Francia. Era quindi sorella minore del re Enrico II di Francia.

## Biografia
A seguito della Pace di Cambrai del 1529, fu fidanzata ancora giovanissima con Massimiliano II d'Asburgo, ma il matrimonio in seguito non ebbe luogo.
Nel 1538 suo padre Francesco e l'imperatore Carlo V d'Asburgo si accordarono per il fidanzamento tra Margherita e Filippo, figlio unico dell'Imperatore, il futuro Filippo II di Spagna, ma l'accordo tra i due sovrani fu di breve durata. Sposò, infine a 36 anni il 10 luglio del 1559 Emanuele Filiberto I di Savoia (1528-1580), duca di Savoia. Il loro matrimonio costituiva una delle condizioni della Pace di Cateau-Cambrésis. La cerimonia ebbe luogo in circostanze tragiche: fu celebrata frettolosamente e senza grande pompa il giorno stesso in cui morì il re Enrico II, fratello di Margherita, che era stato ferito durante un torneo indetto per festeggiare le nozze della figlia Elisabetta; Enrico insistette perché si celebrasse anche il matrimonio della sorella, temendo che il duca Emanuele Filiberto si ritirasse dall'accordo.
La coppia ebbe un solo figlio:
- Carlo Emanuele (1562 - 1630), futuro duca di Savoia dal 1580 con il nome di Carlo Emanuele I. Il parto avvenne nel Castello di Rivoli, sede in quel momento della corte ducale.

Il bambino nacque cagionevole di salute, ma fu molto seguito e curato dalla madre. Raggiunta l'età adulta avrebbe sposato Caterina Michela d'Asburgo, figlia di Filippo II di Spagna e della seconda moglie Elisabetta di Valois.
Alla corte di suo padre Margherita fu legata da profondo affetto alla zia paterna Margherita, futura regina di Navarra ed alla cognata Caterina de' Medici. Amante della cultura umanistica, soprattutto italiana, costituì con esse un circolo intellettuale e compose una raccolta di novelle. Morì il 14 settembre 1574. Viene ricordata come una persona molto colta e caritatevole; le sue spoglie riposano nell'abside della chiesa dell'Abbazia di San Michele della Chiusa, oggi più conosciuta come Sacra di San Michele, Sant'Ambrogio di Torino.

## Ascendenza
|                                   |                       |                           | Genitori                     |  |  | Nonni |  |  | Bisnonni                    |  |  | Trisnonni                 |  |
|                                   |                       |                           |                              |  |  |       |  |  | Giovanni, di Valois-Orlèans |  |  | Luigi I di Valois-Orléans |  |
|                                   |                       |                           |                              |  |  |       |  |  | Giovanni, di Valois-Orlèans |  |  | Luigi I di Valois-Orléans |  |
|                                   |                       | Valentina Visconti        |                              |  |  |       |  |  | Giovanni, di Valois-Orlèans |  |  |                           |  |
| Carlo di Valois-Orléans-Angoulême |                       |                           |                              |  |  |       |  |  | Giovanni, di Valois-Orlèans |  |  |                           |  |
|                                   |                       | Margherita di Rohan       | Alain IX de Rohan            |  |  |       |  |  |                             |  |  |                           |  |
|                                   |                       | Margherita di Rohan       | Alain IX de Rohan            |  |  |       |  |  |                             |  |  |                           |  |
|                                   |                       | Margherita di Rohan       | Margherita di Bretagna       |  |  |       |  |  |                             |  |  |                           |  |
| Francesco I di Francia            |                       | Margherita di Rohan       |                              |  |  |       |  |  |                             |  |  |                           |  |
|                                   |                       | Filippo II di Savoia      | Ludovico di Savoia           |  |  |       |  |  |                             |  |  |                           |  |
|                                   |                       | Filippo II di Savoia      | Ludovico di Savoia           |  |  |       |  |  |                             |  |  |                           |  |
|                                   |                       | Filippo II di Savoia      | Anna di Cipro                |  |  |       |  |  |                             |  |  |                           |  |
| Luisa di Savoia                   |                       | Filippo II di Savoia      |                              |  |  |       |  |  |                             |  |  |                           |  |
|                                   |                       | Margherita di Borbone     | Carlo I di Borbone           |  |  |       |  |  |                             |  |  |                           |  |
|                                   |                       | Margherita di Borbone     | Carlo I di Borbone           |  |  |       |  |  |                             |  |  |                           |  |
|                                   |                       | Margherita di Borbone     | Margherita di Baviera        |  |  |       |  |  |                             |  |  |                           |  |
| Margherita di Valois              |                       | Margherita di Borbone     |                              |  |  |       |  |  |                             |  |  |                           |  |
|                                   | Carlo, duca d'Orléans | Luigi I di Valois-Orléans |                              |  |  |       |  |  |                             |  |  |                           |  |
|                                   | Carlo, duca d'Orléans | Luigi I di Valois-Orléans |                              |  |  |       |  |  |                             |  |  |                           |  |
|                                   | Carlo, duca d'Orléans | Valentina Visconti        |                              |  |  |       |  |  |                             |  |  |                           |  |
| Luigi XII di Francia              | Carlo, duca d'Orléans |                           |                              |  |  |       |  |  |                             |  |  |                           |  |
|                                   |                       | Maria di Clèves           | Adolfo I di Kleve            |  |  |       |  |  |                             |  |  |                           |  |
|                                   |                       | Maria di Clèves           | Adolfo I di Kleve            |  |  |       |  |  |                             |  |  |                           |  |
|                                   |                       | Maria di Clèves           | Maria di Borgogna            |  |  |       |  |  |                             |  |  |                           |  |
| Claudia di Francia                |                       | Maria di Clèves           |                              |  |  |       |  |  |                             |  |  |                           |  |
|                                   |                       | Francesco II di Bretagna  | Riccardo di Dreux            |  |  |       |  |  |                             |  |  |                           |  |
|                                   |                       | Francesco II di Bretagna  | Riccardo di Dreux            |  |  |       |  |  |                             |  |  |                           |  |
|                                   |                       | Francesco II di Bretagna  | Margherita di Valois-Orléans |  |  |       |  |  |                             |  |  |                           |  |
| Anna di Bretagna                  |                       | Francesco II di Bretagna  |                              |  |  |       |  |  |                             |  |  |                           |  |
|                                   |                       | Margherita di Foix        | Gastone IV di Foix           |  |  |       |  |  |                             |  |  |                           |  |
|                                   |                       | Margherita di Foix        | Gastone IV di Foix           |  |  |       |  |  |                             |  |  |                           |  |
|                                   |                       | Margherita di Foix        | Eleonora di Navarra          |  |  |       |  |  |                             |  |  |                           |  |
|                                   |                       | Margherita di Foix        |                              |  |  |       |  |  |                             |  |  |                           |  |